# Faussaire (film)
Pour plus de détails, voir Fiche technique et Distribution.

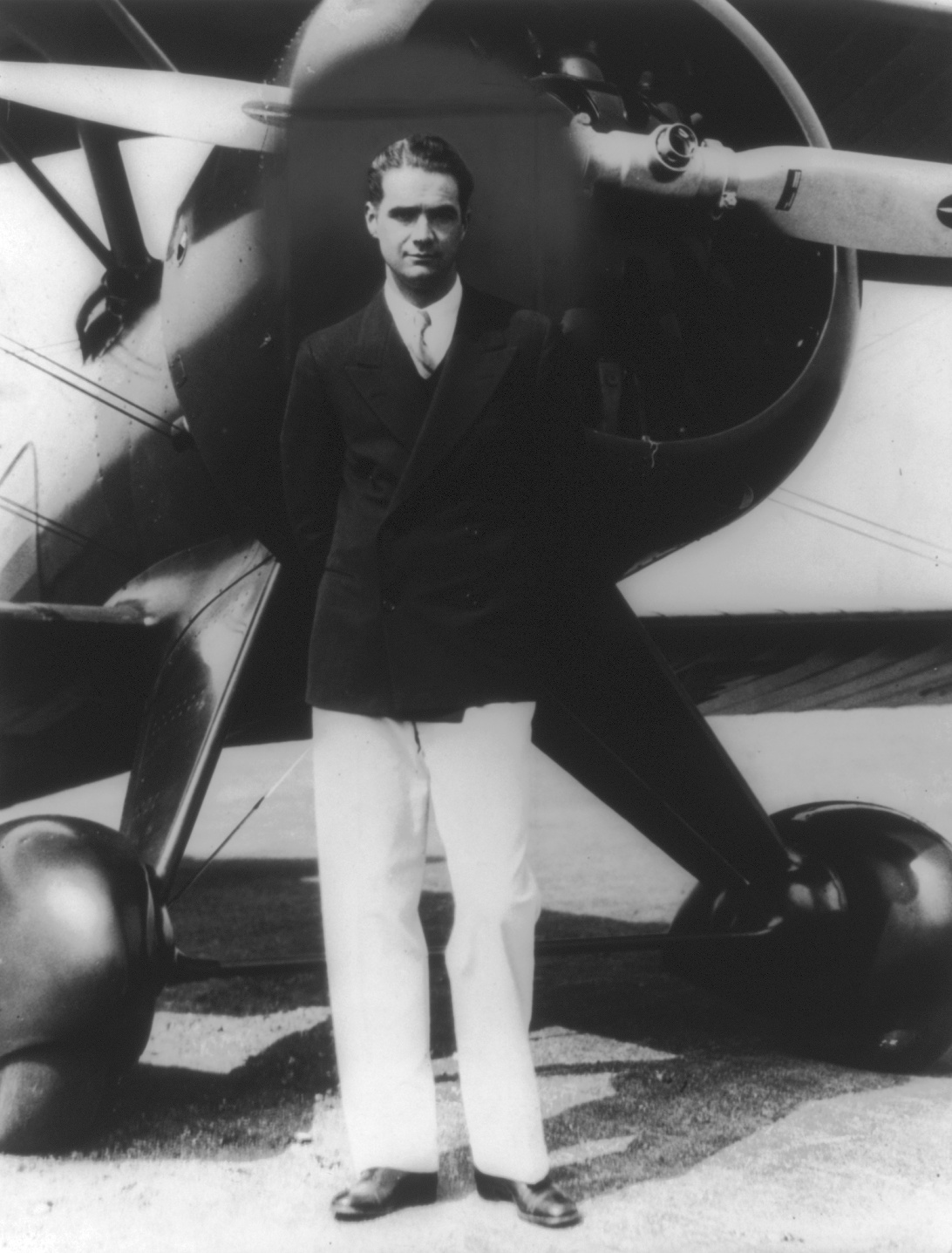
Le milliardaire excentrique Howard Hughes se retrouve malgré lui au centre de l'intrigue du film

Faussaire ou La Fraude au Québec (The Hoax) est un film américain réalisé par Lasse Hallström, sorti en 2006.

## Synopsis
Au début des années 1970, l'écrivain Clifford Irving est sur le point de faire publier un manuscrit chez l'éditeur McGraw-Hill. Tout semble n'être plus qu'une formalité, mais au dernier moment Andrea Tate lui apprend que la publication est annulée en raison de l'avis négatif d'un critique littéraire influent. Terriblement déçu, Irving annonce à Andrea qu'il va écrire le bouquin du siècle : l'autobiographie du milliardaire excentrique Howard Hughes, qu'il ne connaît absolument pas.

## Fiche technique
- Titre français : Faussaire
- Titre original : The Hoax
- Réalisation : Lasse Hallström
- Scénario : William Wheeler d'après le roman The Hoax de Clifford Irving
- Musique : Carter Burwell
- Image : Oliver Stapleton
- Montage : Andrew Mondshein
- Dates de sortie :
  -  Italie : 20 octobre 2006, après la première mondiale le 15 octobre à la Fête internationale de Rome du cinéma
  -  États-Unis : 20 avril 2007
  -  Belgique : 13 juin 2007
  -  France : 13 juin 2007

## Distribution

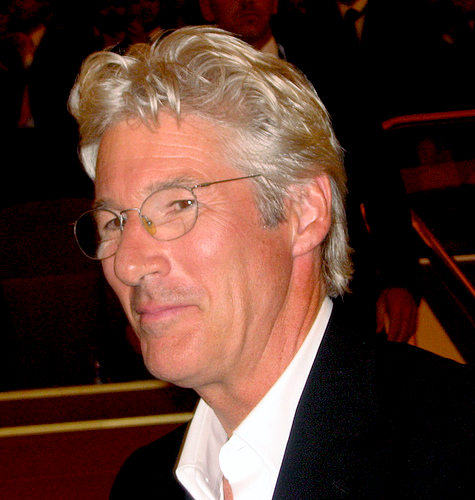
Richard Gere incarne à l'écran l'écrivain Clifford Irving

- Richard Gere (VF : Richard Darbois ; VQ : Hubert Gagnon) : Clifford Irving
- Alfred Molina (VF : Gabriel Le Doze ; VQ : Luis de Cespedes) : Richard « Dick » Suskind (en), l'associé de Clifford
- Hope Davis (VF : Marie-Laure Dougnac ; VQ : Nathalie Coupal) : Andrea Tate
- Marcia Gay Harden (VF : Caroline Jacquin ; VQ : Élise Bertrand) : Edith Irving, la femme de Clifford
- Julie Delpy (VQ : Valérie Gagné) : Nina van Pallandt (en), la maîtresse de Clifford
- Eli Wallach (VQ : Vincent Davy) : Noah Dietrich (en), l'ex-bras droit d'Howard Hughes
- Stanley Tucci (VF : Hervé Jolly ; VQ : Jean-Marie Moncelet) : Shelton Fisher
- John Carter (VF : Jacques Brunet ; VQ : André Montmorency) : Harold McGraw
- Peter McRobbie (VF : Gérard Rinaldi ; VQ : Yves Massicotte) : George Gordon Holmes
- Zeljko Ivanek (VF : Jérôme Keen ; VQ : Jacques Lavallée) : Ralph Graves
- John Bedford Lloyd : Frank McCullough
- Milton Buras : Howard Hughes

## Production
Le film s'inspire de la soi-disant « autobiographie officielle » d'Howard Hughes publiée par le romancier américain Clifford Irving et qui s'avéra n'être finalement qu'un canular (« hoax » en anglais).

## Accueil

### Accueil critique
Sur l'agrégateur américain Rotten Tomatoes, le film récolte 86 % d'opinions favorables pour 154 critiques. Sur Metacritic, il obtient une note moyenne de 70⁄100 pour 37 critiques.
En France, le site Allociné propose une note moyenne de 3,4⁄5 à partir de l'interprétation de critiques provenant de 18 titres de presse.

## Autour du film
Dans American Gigolo (1980), Richard Gere eut comme partenaire la véritable Nina van Pallandt (en), ici interprétée par l'actrice française Julie Delpy.